# Подгорносинюхинское сельское поселение
Подгорносинюхинское сельское поселение — муниципальное образование в составе Отрадненского района Краснодарского края России.
В рамках административно-территориального устройства Краснодарского края ему соответствует Подгорносинюхинский сельский округ.
Административный центр — станица Подгорная Синюха.

## География
Площадь поселения — 104,88 км².

## Население
| 2010 | 2012  | 2013 | 2014 | 2015 | 2016 | 2017 |
| ---- | ----- | ---- | ---- | ---- | ---- | ---- |
| 1045 | ↘1011 | ↘976 | ↘957 | ↘949 | ↘943 | ↗947 |
| 2018 | 2019  | 2020 | 2021 | 2023 |      |      |
| ↗961 | ↘957  | ↗976 | ↗988 | ↘969 |      |      |

## Населённые пункты
В состав сельского поселения (сельского округа) входят 3 населённых пункта:
| № | Населённый пункт | Тип населённого пункта | Население (чел.) |
| - | ---------------- | ---------------------- | ---------------- |
| 1 | Подгорная Синюха | станица                | ↘565             |
| 2 | Солдатская Балка | хутор                  | ↗294             |
| 3 | Спокойная Синюха | станица                | ↘186             |

## История
В 1920 году был образован Подгорно-Синюхинский сельский Совет депутатов трудящихся Спокойненского района Краснодарского края. С ноября 1920 года он находился в составе Отрадненского района Азово-Черноморского края. С декабря 1934 года — Подгорно-Синюхинский сельский Совет Спокойненского района Азово-Черноморского края, а с 13 сентября 1937 года — Подгорно-Синюхинский сельский Совет в составе Спокойненского района Краснодарского края. С 1993 года — Подгорносинюхинский сельский округ, в границах которого в 2005 году было сформировано Подгорносинюхинское сельское поселение. 